# Andrew Powell
Pour les articles homonymes, voir Powell.
Andrew Powell est un musicien, arrangeur et compositeur britannique, anglais d'origine galloise, né le 18 avril 1949 à Surrey (Angleterre).
Il est principalement connu pour sa participation avec le groupe The Alan Parsons Project et pour avoir composé la musique du film de 1985, Ladyhawke, la femme de la nuit.

## Contributions
- avec The Alan Parsons Project (tous les albums du groupe sauf un)
- avec Alan Parsons (pour sa carrière solo)
- avec Steve Harley and Cockney Rebel (les 3 premiers albums du groupe)
- avec John Miles (pour la chanson Music)
- avec Chris de Burgh (album Crusader)
- avec Cliff Richard (pour la chanson Miss You Nights)
- avec Al Stewart (pour les chansons Modern Time, The Year of the Cat, Time Passages, Russians and Americans et Between the Wars)
- avec Kate Bush (il a produit les deux premiers albums ainsi que la chanson Wuthering Heights)

## Filmographie

### Compositeur
- 1985 : Ladyhawke, la femme de la nuit
- 1988 : Rocket Gibraltar

## Distinctions

### Nominations
- Saturn Award :
  - Saturn Award de la meilleure musique 1986 (Ladyhawke, la femme de la nuit)